# Василенко Микола Прокопович
Василе́нко Мико́ла Про́копович (2 [14] лютого 1866, Есмань, Чернігівська губернія, Російська імперія — 3 жовтня 1935, Київ, Українська СРР, СРСР) — український учений-історик, громадський та політичний діяч. Член Товариства українських поступовців (ТУП). 1917 року — член Української Центральної Ради, куратор Київського шкільного округу, член Київського товариства старожитностей і мистецтв. За Гетьманату 1918 року — виконувач обов'язків отамана Ради міністрів, міністр освіти, голова Державного Сенату. Взяв участь у відкритті українських університетів у Києві та Кам'янці-Подільському. Від 1920 року — співробітник Української академії наук (УАН). У 1921–1922 роках — голова-президент Української академії наук.

## Біографія
Народився в Есмані (нині Шосткинського району Сумської області, Україна).

### Студії і громадська активність 1890–1910-х років
Після закінчення прогімназії в місті Глухові та Полтавської гімназії навчався на історико-філологічному факультеті Дерптського університету.
У 1890 році захистив наукову працю «Критичний огляд літератури із історії земських соборів» і дістав звання кандидата російської історії.
У подальшому в Києві вдосконалював фахові знання, відвідуючи лекції професорів університету Володимира Антоновича, Володимира Іконникова, Олександра Лазаревського та ін., друкував наукові статті в часописі «Киевская старина».
У 1893–1894 роках з'явились перші ґрунтовні наукові праці Миколи Василенка, зокрема монографія «Сервітути і сервітутне питання в Південно-Західному краї».
Починаючи від 1890-х років Микола Василенко працював у Історичному товаристві Нестора-літописця (від 1919 року — голова товариства), в Архіві давніх актів, був співредактором часопису «Кіевская старина». Також працював викладачем історії в київських гімназіях, протягом 1903–1905 років — співробітник Київського губернського статистичного комітету. Був членом Київської старої громади, інших громадських і культурних товариств.
У 1905–1907 років редагував газету «Кіевскіе отклики». Симпатизував революції 1905—1907 років.
За нелегальний збір коштів на допомогу робітникам Києва й Санкт-Петербурга, підтримку повстання саперів 1905 року в Києві, зв'язки з революційними діячами, публікацію в «Киевских откликах» статей «антидержавного» змісту Василенка засуджено до року тюремного ув'язнення, яке він відбув у в'язниці «Хрести» в Санкт-Петербурзі. Під час перебування у в'язниці вивчав право та екстерном склав іспити за програмою юридичного факультету Новоросійського університету в Одесі (нині — Одеський національний університет імені І. І. Мечникова).
У 1909 році його обрано приват-доцентом Київського університету. У 1910 році Василенко здобув науковий ступінь магістра права. Однак через «політичну неблагонадійність» царська адміністрація заборонила йому викладати у вищих навчальних закладах. Працював товаришем присяжного повіреного Одеської судової палати.
Був членом Товариства українських поступовців (ТУП), а 1910 року вступив до російської партії кадетів, яка, погоджуючись на українську мову в школах, суді, церкві, виступала лише за національно-культурну автономію України. Належність до кадетської партії пізніше позначилась на стосунках Василенка з діячами українського національно-визвольного руху.

### Діяльність під час визвольних змагань українців 1917—1920 років
Після Лютневої революції в Росії 1917 року за ініціативи Михайла Грушевського Миколу Василенка запрошено до Центральної Ради (ЦР) на посаду заступника голови. Та діяльної участі в роботі Центральної Ради він не брав. 24 березня 1917 року Російський тимчасовий уряд призначив Василенка куратором Київської шкільної округи, а 19 серпня 1917 року — товаришем (заступником) міністра освіти Тимчасового уряду. Василенко був прихильником еволюційного шляху формування української системи народної освіти, що не відповідало політиці українізації освіти, виробленій I і II Всеукраїнськими вчительськими з'їздами та здійснюваній Генеральним секретаріатом освіти. Це викликало непорозуміння та гостру критику його дій на посаді куратора Київської шкільної округи з боку ЦР.
Після більшовицького перевороту в листопаді (жовтні — за старим стилем) 1917 року Микола Василенко вернувся з Петрограда до України. Як згадувала Наталія Полонська-Василенко, він:
|  | цілком віддався науково-педагогічній діяльності, був обраний професором в кількох вищих школах Києва. |

Так, Василенко читав історію України та історію українського права на Вищих жіночих курсах, в Українському народному університеті, брав участь у виданні часопису «Южная копейка». У січні 1918 року обраний членом колегії Генерального суду УНР.
3 травня 1918 року гетьманом Павлом Скоропадським призначений виконувачем обов'язків отамана (голови) Ради Міністрів Української Держави. Організаційні здібності Василенка, його вміння згуртувати навколо себе однодумців, залучити до формування державного апарату висококваліфіковані, досвідчені кадри сприяли певним надбанням уряду у фундації провідних засад державного ладу та управління. На крайовому з'їзді партії кадетів (8-14 травня 1918 року) Василенко увійшов до складу головного комітету партії. В останній день роботи з'їзду у своєму виступі він наголосив на потребі створення самостійної партійної організації в Україні.
У період від 3 до 20 травня Василенко тимчасово виконував обов'язки міністра закордонних справ Української Держави.
3 травня 1918 р. гетьманом Павлом Скоропадським призначений міністром освіти та мистецтв (очолював міністерство освіти та мистецтв до 25 жовтня 1918 р.).
8 липня очолив створений гетьманом Павлом Скоропадським Державний Сенат, 9 липня увійшов до складу комісії для розроблення проєкту Української академії наук (УАН). Як міністр освіти доклав багато зусиль для створення УАН, українських університетів у Києві й Кам'янці-Подільському, багатьох середніх шкіл, національних культурно-мистецьких закладів.
Разом із іншими міністрами-кадетами 17 жовтня 1918 року Микола Василенко підписав «Записку в справі зовнішньої політики України», подану гетьманові Скоропадському. У ній зазначалось, що Україна повинна тісно пов'язувати свої інтереси з інтересами інших держав, що виникли на терені колишньої Російської імперії.

### Діяльність після 1920 року, утиски
Після зречення гетьмана й зміни влади Микола Василенко працював у вишах Києва, в Українській академії наук. У липні 1920 року його обрано академіком УАН, головою Соціально-економічного відділу, за рік — головою-президентом академії, але радянським урядом він не був затверджений на цій посаді. Водночас він очолював Товариство правознавців Української СРР, редагував «Записки Соціально-економічного відділу УАН».
У квітні 1924 року Миколу Василенка засуджено до 10 років позбавлення волі в сфабрикованій НКВС справі «Київського обласного центру дій». Під тиском наукової громадськості вирок було переглянуто й наприкінці 1924 року вченого звільнено. Він повернувся до наукової діяльності, однак стан його здоров'я погіршувався з кожним роком. Через тяжку нервову хворобу він не міг повноцінно працювати.
«Це був перший політичний процес в Україні, який зачепив науковців, — читаємо у 28 випуску щорічника „Наука і культура“ за 1994 рік. — На лаві підсудних 18 чоловік. Ось головні пункти з обвинувального акта, опублікованого 1 березня 1924 року: 1) займаючись контрреволюційною діяльністю, „Київський обласний центр дій“ прагнув до знищення диктатури Комуністичної партії, вбачаючи шлях до цього в демократизації Рад: боровся за введення загального таємного і рівного виборчого права, сприяв пожвавленню діяльності легальних не комуністичних товариств і організацій; 2) звинувачені таємно листувалися з еміграцією і надсилали статті в безпартійний журнал „Новь“, що видавався за кордоном; 3) звинувачені видавали військові таємниці ворожим Росії державам, а саме Польщі і Франції…». 7 квітня суд закінчився: чотирьох звинувачених (одна з них — жінка) засудили до страти, велику групу (до якої ввійшов і Василенко) — до десятирічного ув'язнення.
1929 року Василенка позбавили змоги займати керівні посади в УАН. Помер 3 жовтня 1935 року, похований на Лук'янівському кладовищі в Києві (ділянка № 21, ряд 7, місце 1).
Микола Василенко був одружений з Наталею Полонською-Василенко.

## Вшанування пам'яті

Могила Миколи Василенка

1991 року одну з вулиць у Києві перейменовано на честь Миколи Василенка. 2016 року в Сумах на честь Миколи Василенка перейменовано частину Радгоспної вулиці.
Гідним пошануванням пам'яті вченого стала публікація в 2006—2008 роках Інститутом держави і права ім. В. М. Корецького НАН України у видавництві «Юридична думка» вибраних творів Миколи Василенка у трьох томах:
- Том 1. Історичні праці / упорядн.: І. Б. Усенко (керівник колективу). Т. І. Бондарук, Є. В. Ромінський. Відп. ред. Ю. С. Шемшученко, І. Б. Усенко. — К. : Інститут держави і прави ім. В. М. Корецького НАН України; ТОВ «Видавництво „Юридична думка“», 2006. — 608 с.;
- Том 2. Юридичні праці. — 2006. — 506 с.;
- Том 3. Спогади. Щоденники. Листування. — 2008. — 720 с.

2006 року НБУ викарбував та ввів до обігу пам'ятну монету на честь Миколи Василенка номіналом 2 гривні.

## Творчий доробок
Микола Василенко залишив по собі велику наукову спадщину. Ще в дореволюційний час під впливом Олександра Лазаревського поєднував дослідницьку роботу з публікацією історичних джерел.
Василенко опублікував близько 500 наукових праць. Серед них:
- До історії малоросійської історіографії і малоросійського суспільного устрою (1894);
- Перші кроки по введенню положень 19 лютого 1861 р. в Чернігівській губернії (1901);
- О. М. Бодянський та його роль у вивченні Малоросії (1904);
- Політичні погляди М. Драгоманова (1912);
- Очерки по истории Западной Руси и Украины [Архівовано 4 жовтня 2013 у Wayback Machine.] (1916, монографія);
- Павло Полуботок (1925);
- Як скасовано Литовський статут (1926);
- М. Лазаревський
- Територія України в XVII ст. (1927);
- Правове положення Чернігівщини за польської доби (1928);
- Матеріали до історії українського права (1929) та інші.

За редакцією Миколи Василенка вийшли: «Записки соціально-економічного відділу» (1926); «Праці Комісії для виучування історії західно-руського та українського права» (1926) тощо.
Був автором статей до Енциклопедичного словника Брокгауза і Єфрона (див.: Категория: Словарные статьи Николая Прокофьевича Василенко // Материал из Викитеки — свободной библиотеки [Архівовано 4 травня 2021 у Wayback Machine.])